# Silk Road (online feketepiac)
A Silk Road egy online feketepiac volt az internet azon részén, amit Dark Webnek neveznek. Rejtett szolgáltatásként működött. A Tor programon keresztül lehetett elérni: a felhasználók névtelenül és biztonságosan böngészhettek anélkül, hogy az adatforgalmat bárki is ellenőrizni tudta volna. 2013. október 2-án az FBI lefoglalta az oldalt és letartóztatta tulajdonosát, Ross Ulbrichtot.
A Silk Roadon a bitcoinnak nevezett digitális fizetőeszközzel lehetett vásárolni, ez a kriptovaluta egy bizonyos fokú anonimitást biztosított a feleknek.
A vevők ingyen regisztrálhattak, de az eladóknak új felhasználói fiókot kellett venniük aukción keresztül (Ezt az eljárást azért vezették be, hogy csökkentsék a lehetőségét annak, hogy rosszindulatú személyek nem megfelelő áruval kereskedjenek.)

## Története
A weboldal 2011 februárjában indult, a fejlesztések már 6 hónappal korábban megkezdődtek. 
2011. június elsején Adrian Chen írt egy ismertetőt a weboldalról, ami elindította a hullámot, és a site látogatottsága növekedésnek indult. Charles Schumer szenátor megkérte a Kábítószer-ellenes Hivatalt és az Igazságügyi Minisztériumot, hogy zárják be az oldalt. A hatóságok képtelenek voltak ennek eleget tenni, mivel az egész rendszer a Tor hálózaton keresztül, rejtve működött.
Maga a Silk Road (selyemút) elnevezés kereskedelmi útvonalak történelmi hálózatára használatos Európa, India, Kína és több afro-eurázsiai ország között. Ez a kereskedelmi hálózat az igen jövedelmező kínai selyemről kapta a nevét. 
2013 februárjában elítéltek egy ausztrál kokain- és ecstasydílert (kereskedőt), miután a hatóságok elkobozták a kábítószert, amit postán próbált becsempészni. Továbbá átkutatták a lakását, ahol terhelő bizonyítékokat találtak a számítógépén, amelyek kapcsolatba hozták a Silk Road weboldallal. Ezek után az ausztrál rendőrség és a DEA célba vette az oldal felhasználóit, akik közül sikerült néhányat kézre keríteni.
2013. május 1-jén az oldalt rövid ideig tartó DDoS támadás érte.
2013. október 2-án az FBI lefoglalta az oldalt.

## Termékek
2013 márciusában megközelítőleg 10 000 termék volt fellelhető az oldalon, ezeknek a 70%-a csempészetből származó kábítószer (LSD, heroin, kannabisz stb.).
Az oldal szabályozási rendszere tiltotta minden olyan dolognak/szolgáltatásnak az értékesítését, melynek célja a megtévesztés vagy a károkozás. Ide sorolandó a gyermekpornográfia, lopott hitelkártyák, gyilkosságok és tömegpusztító fegyverek.
Mindezek mellett legális árukat is lehet itt találni (könyv, cigaretta, ékszer, erotikus tartalmak). 2012-ben működött egy testvéroldal is, a The Armory, amely fegyverek eladására specializálódott, de kereslet hiányában bezárták.

## Eladások
Nicolas Christin kutatásai alapján (2012. február 3. – 2012. július 24.) hozzávetőleg 15 millió dolláros forgalmat bonyolított le az oldal egy év alatt. Egy évvel későbbi interjújában elárulta, hogy nem lepné meg, ha ez az érték azóta felugrott volna 30 vagy akár 45 millióra.